# Melinopterus prodromus
Melinopterus prodromus är en skalbaggsart som beskrevs av Nikolaus Joseph Brahm 1790. Melinopterus prodromus ingår i släktet Melinopterus och familjen Aphodiidae. Inga underarter finns listade i Catalogue of Life.